# Высокое (Воробьёвский район)
Высокое — посёлок в Воробьёвском районе Воронежской области России.
Входит в состав Берёзовского сельского поселения.

## География

### Улицы
- ул. Пролетарская.

## История
В советское время здесь был колхоз «Новая деревня», который в 1936 году, объединившись с хозяйствами села Банное  и хутора Землянка, образовал новый колхоз им. 18 партсъезда.

## Население
| 1859 | 2010 |
| ---- | ---- |
| 360  | ↘56  |